# Bart le génie
 (juin 2018).
Si vous disposez d'ouvrages ou d'articles de référence ou si vous connaissez des sites web de qualité traitant du thème abordé ici, merci de compléter l'article en donnant les références utiles à sa vérifiabilité et en les liant à la section « Notes et références ».
Bart le génie (Bart the Genius dans la version originale) est le 2e épisode de la première saison de la série télévisée d'animation Les Simpson. Il s'agit du premier épisode écrit par Jon Vitti. C'est également le tout premier épisode à utiliser le générique des Simpson.

## Synopsis
En jouant au Scrabble avec sa famille pour se préparer au test de QI qu'il devra effectuer le lendemain, Bart, qui ne prend pas le jeu au sérieux, place toutes ses lettres au hasard, ce qui forme un mot inexistant causant la rage d'Homer qui le poursuit dans la maison.
Le lendemain à l'école, pour se venger de Martin Prince, un camarade de classe surdoué qui l'a dénoncé au principal Skinner pour avoir vandalisé un mur de l'école, Bart échange sa copie du test de QI avec la sienne. Durant la rencontre avec les parents de Bart pour parler de son comportement, le psychologue J. Loren Pryor détermine qu'il est un génie en se basant sur ses résultats au test et, bien qu'étant surpris, Homer, Marge et le principal Skinner sont ravis et décident d'inscrire Bart dans une école pour des enfants ayant des compétences académiques avancées, même si Lisa refuse de croire que son frère est un génie.
Dans sa nouvelle école, Bart ne se sent pas à sa place parmi les autres étudiants s'intéressant à des sujets plus avancés, ne partageant pas les mêmes centres d'intérêt et le méprisant. Ceux-ci utilisent leurs grandes connaissances des différents systèmes de mesure pour piéger Bart et s'attribuer son repas, toutefois, chez-lui, il jouit de la nouvelle attention que lui porte désormais son père. Tous les membres de la famille sont forcés par Marge d'assister contre leur gré à un opéra pour développer la culture de Bart. Après avoir visité son ancienne école, où ses anciens amis le rejettent étant donné son intelligence supérieure, Bart se prépare à confesser ses mensonges à son père, mais abandonne l'idée quand celui-ci lui propose de jouer à la balle avec lui.
Quand son projet de science explose, il explique à Dr Pryor qu'il aimerait retourner dans son ancienne école pour étudier le comportement des élèves ordinaires, mais après avoir tenté de rédiger son projet d'étude sans succès, il décide de confesser sa tricherie. Le soir à la maison, pendant qu'Homer l'aide à se nettoyer, Bart décide de lui dire la vérité, en ajoutant qu'il a apprécié les dernières semaines puisqu'ils sont devenus plus proches que jamais, ce qui pousse de nouveau Homer à le poursuivre furieusement dans la maison alors qu'il est nu.

### Premières apparitions
- Edna Krapabelle (France) ou Edna Krabappel (Québec)
- Martin Prince
- Dr J. Loren Pryor

## Conception
Le concept de l'épisode développé par le scénariste Jon Vitti a commencé avec une longue liste de mauvaises actions que Bart pourrait commettre ainsi que leurs conséquences potentielles dont la seule idée ayant le potentiel de former un épisode avec un concept intéressant était celle de Bart trichant à un test de QI. Cette idée est basée sur un événement provenant de l'enfance de Vitti lorsqu'un grand nombre de ses camarades de classe ne voulait pas prendre un test de QI au sérieux, souffrant ainsi de mauvais traitements académiques. Étant donné que le personnage de Bart semblait déjà ne pas être intelligent, il a inversé la situation pour écrire l'épisode.
Cet épisode est le premier de la série à comporter un générique de début ainsi qu'un gag du canapé. Matt Groening a réalisé cette scène dans le but de diminuer l'animation à produire pour chaque épisode. Cependant, il a placé deux gags qui changent chaque semaine en compensation pour les scènes qui se répètent. Étant donné que Groening n'avait pas porté attention à la télévision depuis son enfance, il n'était pas au courant que des séquences d'introduction d'une telle durée étaient maintenant rares. Comme les épisodes devenaient de plus en plus longs, l'équipe de production était peu enthousiaste à l'idée de réduire la durée des histoires pour laisser place au générique complet, alors des versions plus courtes de celui-ci ont été créées. C'est également le premier épisode où Bart dit sa réplique culte qui est « Va te faire shampouiner » dans la version française, « Mange de la crotte » dans la version québécoise et « Eat my shorts » dans la version originale.
L'animation finale de l'épisode comportait plusieurs problèmes. Par exemple, la banane dans la scène d'ouverture de l'épisode n'était pas de la bonne couleur parce que les animateurs coréens ne connaissaient pas ce fruit. Aussi, la scène finale du bain était particulièrement problématique, incluant des erreurs de synchronisation des lèvres. La version qui a été diffusée était la meilleure de plusieurs essais.